# Жахіття на вулиці В'язів
Жахіття на вулиці В'язів — американський фільм жахів (піджанру слешер) 2010 року режисера Семюеля Байєра, за сценарієм Веслі Стріка, та Еріка Гайсерера. Продюсером виступив Майкл Бей і його компанія Platinum Dunes, а також Бредлі Фуллер та Ендрю Форм. Це ремейк оригінального фільму з однойменною назвою Веса Крейвена 1984 року. Цей фільм повинен був стати перезавантаженням франшизи «Жахіття на вулиці В'язів». Через позитивний досвід продюсерів Platinum Dunes в цьому регіоні, «Кошмар на вулиці В'язів» знімали переважно в штаті Іллінойс.
Дія фільму відбувається у передмісті вигаданого містечка у штаті Огайо і зосереджується навколо групи підлітків, що живуть на одній вулиці, яких переслідує та вбиває у своїх мріях спотворений чоловік на ім'я Фредді Крюгер . Підлітки виявляють, що всі вони мають спільний зв'язок з дитинства, який робить їх мішенями для Крюгера.
«Жахіття на вулиці В'язів» спочатку мав діяти за тим же сценарієм, що й інший римейк Platinum Dunes, «П'ятниця 13-те» 2009 року, де сценаристи взяли найкращі елементи кожного з фільмів оригінальної серії та створили з ними єдину сюжетну лінію. Врешті-решт вони вирішили використати оригінальну сюжетну лінію Крейвена, але спробувати створити більш страшніший фільм. З цією метою вони вирішили повернути темну сторону характеру Крюгера. Сценаристи розробили персонажа, який розбещує дітей — те, що Крейвен хотів зробити на початку в 1984 році, але замість цього перетворив Фредді на вбивцю дітей. Зовнішній вигляд Фредді був зроблений за допомогою комп'ютерної графіки, щоб наблизитись до реалістичного зображення опіків.
Вес Крейвен висловлював своє невдоволення, коли з ним не консультувались щодо проекту. Роберт Інглунд, який зобразив Фредді у попередніх восьми фільмах, висловив підтримку римейку та кастингу Джекі Ерл Гейлі у ролі Фредді.
Світова прем'єра «Жахіття на вулиці В'язів» відбулася в Голлівуді 27 квітня 2010 року. Незважаючи на здебільшого негативні відгуки, він заробив понад 115 мільйонів доларів у всьому світі, що робить його другим найкасовішим фільмом у франшизі після фільму «Фредді проти Джейсона» 2003 року.

## Сюжет
Дощовий вечір в тихому передмісті Спрінгвуда обертається трагедією. У кафе юнак на ім'я Дін (Келлан Луц) перерізає собі горло на очах своєї дівчини, Кріс (Кеті Кессіді). Перед цим він зізнається іншій своїй подрузі, офіціантці Ненсі (Руні Мара), що не може спати, бо бачить уві сні людину, який його переслідує.
На похоронах Діна Кріс помічає маленьку дівчинку у порізаній сукні, яка швидко зникає. На вивішених, на честь Діна, його дитячих фото, Кріс знову бачить ту ж дівчинку, що грає з Діном. Кріс розуміє, що на фотографії зображена вона сама в п'ятирічному віці. Раніше Кріс була впевнена, що познайомилася з Діном вже в старших класах. Кріс розповідає своєму колишньому хлопцю Джессі (Томас Деккер) про дивні обставини смерті Діна, але він відноситься до її слів з недовірою. Однак Ненсі вірить її розповіді.
Кріс почала боятися спати, бо уві сні вона бачить страшну обпалену людину, що носить рукавичку з гострими лезами. Мати Кріс їде, а до дівчини приходить Джессі. З'ясовується, що їм всім сниться один і той же чоловік. Джессі залишається у Кріс на ніч. Вночі Кріс чує з двору гавкіт свого собаки. Їй сниться, нібито вона знаходить порізану собаку, а потім на неї нападає людина з лезами. Джессі намагається розбудити дівчину, але її підкидає невідомою силою, жбурляє по кімнаті, а потім вона, мертва, падає на ліжко з чотирма смуговими ранами на грудях. Джессі, забруднений кров'ю Кріс, біжить до Ненсі. Він розповідає їй про те, що сталося і каже, що не можна спати, інакше людина зі снів вб'є її. Ненсі зізнається, що часто уві сні чує пісню: «Раз, два … Фредді забере тебе…». Юнака заарештовують за підозрою у вбивстві Кріс. Джессі садять в камеру, де він усіма силами намагається не заснути. Однак все ж засинає — і гине від рук Фредді (Джекі Ерл Гейлі).
Про смерть Джессі дізнаються Ненсі і її друг Квентін (Кайл Ґалнер), явно закоханий в неї. Вони намагаються з'ясувати, чому ця людина на них полює. Час від часу вони засинають, знову і знову зустрічаючись з тим, хто вбив їх друзів. Ненсі розпитує свою матір Гвен (Конні Бріттон) про те, що може пов'язувати її з Діном, Кріс, Джессі і Квентіном, і чи не знали вони кого-небудь в дитинстві по імені Фредді. З'ясувати нічого не вдається, але інтуїція підказує Ненсі, що батьки від них щось приховують. Незабаром вони з Квентіном знаходять стару фотографію і розуміють, що всі вони разом ходили в один дитячий садок. Гвен розповідає їм, що садівником там була людина на ім'я Фред Крюгер, який любив з ними грати в хованки, заманював їх до своєї комірчини в підвалі, де ґвалтував їх. Гвен каже, що Крюгер встиг втекти з міста, уникнувши арешту, але це виявляється неправдою.
Незабаром Квентін засинає, плаваючи в басейні, і бачить сон, як їх батьки в припадку несамовитого гніву женуться за шаленим від жаху Крюгером, а потім, загнавши його в пастку, спалюють живцем в котельні. Прокинувшись, Квентін звинувачує батька в тому, що вони влаштували самосуд, повіривши п'ятирічним дітям, і вбили невинну людину. Ненсі намагається через Інтернет знайти відомості про інших дітей, з якими вони були в дитячому саду. З'ясовується, що всі вони мертві.
Від того, що Ненсі і Квентін давно вже не сплять вони починають спати наяву і перестають відрізняти сон від реальності. Крюгер приводить їх в той самий дитячий сад. Там вони знаходять фотографії, які доводять, що Крюгер полює на них не тому, що вони тоді збрехали батькам, а тому, що сказали правду.
Після однієї із зустрічей з Фредді в його світі снів Ненсі вдалося витягнути в реальність відірваний шматочок светру Крюгера. Ненсі пропонує план: вона втягне в реальний світ самого Фредді, потрібно тільки, щоб Квентін вчасно її розбудив. В результаті план спрацьовує, і Квентіну вдається розбудити Ненсі, за допомогою уколу адреналіну в серце. Ненсі прокидається, витягнувши зі свого сну Крюгера. Зав'язується сутичка, в результаті якої Ненсі вбиває Крюгера гострим уламком труби. Вони підпалюють будинок зсередини і тікають.
Фінал фільму вказує на можливе продовження. Ненсі і її мати повертаються додому. Гвен, стоячи спиною до дзеркала, нахиляється, щоб покласти ключі. Після цього замість її відображення в дзеркалі з'являється Фредді. Крізь дзеркало він пронизує голову Гвен і тягне її. Ненсі кричить до самого кінця фільму.

## У ролях
- Джекі Ерл Гейлі — Фредді Крюгер
- Руні Мара — Ненсі Голбрук
- Кеті Кессіді — Кріс Фавелс
- Кайл Ґалнер — Квентін Сміт
- Томас Деккер — Джессі Браун
- Келлан Луц — Дін Рассел
- Кленсі Браун — Алан Сміт
- Конні Бріттон — Гвен Голбрук

## Видалені та альтернативні сцени

### Альтернативний початок
В альтернативному початку глядачі опиняються в госпіталі міста Спрінгвуд. В одній з палат, де весь замотаний бинтами лежить на ліжку чоловік, на табличці написано «Джон Доу» (так в американських правоохоронних і соціальних органах називають людей, чию особу не вдалося впізнати). У ліжку лежить Фред Крюгер, він підключений до апарату життєзабезпечення. Глядачі чують сигнал датчика, що повторюється при кожному ударі серця хворого. Несподівано сигнал зникає, а лінія кардіограми випрямляється. Крюгер помер. З'являються титри з назвою фільму.
Сцена присутня на Blu-ray виданні фільму в розділі додаткових матеріалів.

### Видалені сцени
Після перших тест-переглядів, багато сцен фільму були вирізані або перезняті, тому більшість вилучених сцен є в тизер-трейлері та інших рекламних роликах фільму.
- Альтернативний початок: сцена створення рукавички була вирізана повністю[4].
- Альтернативний початок: Дін гинув під час вечірки, впавши з даху[4].
- Кріс піднімається на горище і бачить Крюгера за коробками[5].
- Альтернативний фінал картини, в якому герої опинялися в занедбаній церкві. У цій же сцені Крюгер в прямому сенсі вилазить з Квентіна, розірвавши його на частини[6].
- Ненсі з'являється в схованці Крюгера в дитячому саду — кімната обставлена свічками[4].
- У сцені, коли Кріс засинає в класі, Крюгер шкребе своїм лезом по дошці, перш ніж повернутися до дівчини[4].
- Крюгер у вигляді закривавленої Кріс з рукавичкою на руці переслідує Ненсі в сцені з «рідкою підлогою».
- Промайнула тінь Крюгера в котельні.
- Кріс бреде в темряві по коридорах свого будинку.
- Альтернативна сцена: в ванній ноги Ненсі не визирають з води.
- Крюгер вбиває батька Ненсі.
- Вирізаний кадр з маленьким Маркусом, що сидить в клітці з іншими дітьми в сцені вбивства Джессі.

Лише одна сцена потрапила на Blu-ray видання фільму:
- Під час пошуків дитячого садка Ненсі питає Квентіна, як довго вони не сплять, а потім засинає — уві сні вона бачить напівзруйнований Спрінгвуд і собаку-мутанта, що йде по вулиці слідом за нею.

### Альтернативний фінал
Альтернативна версія фіналу починається в той момент, коли Ненсі провалюється крізь підлогу і падає на ліжко. У цій сцені Крюгер приймає вигляд людини, позбувшись опіків. Він проводить лезом по шиї дівчини, а потім каже Ненсі: «Клянуся, тепер ти повністю моя» замість фрази «Солодких снів». У цей момент вона витягує Крюгера зі сну. Вона починає бити його бейсбольною битою і ламає рукавичку. Весь цей час Крюгер перебуває в образі людини. Ненсі кричить: «Подивися, що ТИ зробив зі мною! Подивись на мене!» — вона повторює його слова, адресовані їй під час сну дівчини. Крюгер вимовляє «Моя мала Ненсі», на що Ненсі відповідає: «Я виросла, покидьок!». Вона розбиває битою колби з хімікатами, проливаючи їх на Крюгера, а потім підпалює його. Ненсі і Квентін збігають.
Сцена присутня на Blu-ray виданні фільму в розділі додаткових матеріалів.

## Нагороди
5 січня 2011 року фільм завоював премію «People's Choice Awards» в номінації «Кращий фільм жахів». Також в 2011 році фільм був номінований на британську премію «Empire Awards» в номінації «Кращий фільм» і отримав три номінації на премію «Teen Choice Awards» в 2010:
- «Кращий актор фільму жахів / трилера»: Джекі Ерл Гейлі
- «Краща актриса фільму жахів / трилера»: Кеті Кессіді
- «Кращий фільм жахів / триллер»

## Сиквели
Незважаючи на те, що з виконавцями головних ролей — Джекі Ерлом Гейлі і Руні Марою — були підписані контракти на участь відразу в декількох фільмах, майбутнє сиквелів картини здається сумнівним — на сторінці свого Twitter-аккаунта продюсер Бред Фуллер заявив, що «наскільки йому відомо, навіть не йдеться про те, щоб писати сценарій продовження». Це остання офіційна заява, яка була зроблена авторами щодо продовження картини.